# Колеко телстар марксман
Coleco Telstar Marksman (Telstar Marksman) је конзола за игру, производ фирме Coleco која је почела да се израђује у Сједињеним Америчким Државама током 1978. године.
Користила је General Instrument AY-3-8512 (6 игара у боји) или GX-10? као централни микропроцесор. Конзола је користила двије батерије од 9 волти.

## Детаљни подаци
Детаљнији подаци о рачунару Telstar Marksman су дати у табели испод.
|                       |                                                                      |
| [ 1 ]                 |                                                                      |
| Произвођач            |                                                                      |
| Тип                   | играчка конзола                                                      |
| Меморија              |                                                                      |
| Поријекло             | Сједињене Америчке Државе                                            |
| Година                | 1978                                                                 |
| Тастатура             | 2 палице уграђене у конзолу + пушка-контролер, On/off, селектор игре |
| Процесор              | (6 игара у боји) или посебни чип?                                    |
| Фреквенција процесора |                                                                      |
| RAM                   |                                                                      |
| ROM                   |                                                                      |
| Текст                 |                                                                      |
| Графика               |                                                                      |
| Боја                  | да                                                                   |
| Звук                  | уграђени звучник                                                     |
| Димензије             | 21 фунта                                                             |
| Портови               |                                                                      |
| Оперативни систем     |                                                                      |